# Emile de Cartier de Marchienne
Le baron Émile de Cartier de Marchienne (né le 30 novembre 1871 à Schaerbeek, Belgique – mort le 10 mai 1946 à Londres, Royaume-Uni) est un diplomate belge. Ambassadeur à Londres pendant la Seconde Guerre mondiale, il a contribué à la constitution du gouvernement belge Pierlot IV en exil à Londres.

## Biographie
Émile-Ernest de Cartier de Marchienne, né le 30 novembre 1871 à Schaerbeek, est le fils du baron Paul-Émile de Cartier et de Louisa Brown O’Meara (1849-1935), de nationalité anglaise. Il se marie en 1907 à New York avec Alice Draper-Coburn, de nationalité américaine, puis, après le décès de celle-ci, se remarie le 16 juillet 1919 à Paris avec Marie E. Dow, également de nationalité américaine. Il n'a pas d'enfant issu de ses deux mariages, raison pour laquelle il a adopté son neveu Louis de Cartier en 1946 pour conserver le nom de « de Marchienne » dans la famille. Émile de Cartier de Marchienne est également l'oncle de Marguerite Yourcenar, femme de lettres et première femme à l'Académie française.
Il fait des études universitaires et obtient une diplôme de candidature en philosophie et lettres.
En février 1893, il entre à l'administration centrale du ministère des Affaires étrangères et est envoyé à Vienne. Il est alors promu au grade de secrétaire. En 1895, il est envoyé à Belgrade en Serbie puis en 1896, il fait une un bref passage à Rio de Janeiro comme chargé d'affaires. Il réside ensuite à Tokyo de 1896 à 1898, Pékin de 1898 à 1900 et en 1901 et à Paris en 1900. À Pékin, il fait preuve d'un grand courage lors de la révolte des Boxers en 1900. Les bâtiments de la légation de Belgique sont détruits au cours de la révolte. Il la fait alors reconstruire sur base d’un plan inspiré de son château familial de Marchienne. On le retrouve conseiller de légation à Londres en 1906, puis à Washington en 1908. En 1910, le gouvernement belge le nomme ministre résident puis ministre plénipotentiaire en 1914 à Pékin. En 1917, il obtient la légation de Washington, promue au rang d'ambassade à partir de 1919, charge à laquelle s'ajoute, pendant quelques années, celle de ministre à Haïti, Cuba et Saint-Domingue. C'est à ce titre qu'il participe en 1921-1922 à la Conférence navale de Washington pour les affaires d'Extrême-Orient et du Pacifique. De même, il défend en 1925 les intérêts de la Belgique à la Conférence de Washington pour le règlement de la dette belge vis-à-vis des États-Unis.
Le 10 juin 1927, il est nommé ambassadeur à Londres. Son action à la Commission de non-intervention dans la guerre d'Espagne (1936-1939) le verra rester en poste au Royaume-Uni pour défendre les intérêts de la Belgique. 
En mai 1940, a lieu l'invasion allemande de la Belgique, des Pays-Bas, de la France. Lors d'un bref passage à Londres le 25 mai 1940, le général Henri Denis, ministre de la Défense, confie au général Victor Van Strydonck de Burkel la mission de regrouper au camp de Tenby (Pays de Galles) les Belges prêts à continuer la lutte, pour former les Forces belges libres en Grande-Bretagne, comme le suggère l'ambassadeur de Cartier de Marchienne (qui n'accepte pas la défaite et est un des rares à croire en l'esprit de résistance des Britanniques proclamé par Winston Churchill) .     
Dès la capitulation belge du 28 mai 1940, il va jouer un rôle déterminant pour faire venir le gouvernement belge à Londres. Son intervention apparaîtra au grand jour après l'Armistice du 22 juin 1940 qui consacre la défaite de la France après celle de la Belgique. Albert de Vleeschauwer, ministre des Colonies, est le seul ministre du gouvernement Pierlot III à s'être extrait de France. Il envoie un télégramme le 23 juin 1940 à tous les postes diplomatiques belges et au gouverneur général du Congo, annonçant qu’il y a un membre du gouvernement, dûment mandaté, hors de portée de l’ennemi et que « la guerre continue ». 
Cartier de Marchienne à Londres réagit dès le 23 juin 1940 au télégramme d'Albert de Vleeschauwer en l'invitant à se rendre incessamment en Angleterre. Albert de Vleeschauwer est alors accueilli à Londres par Winston Churchill et propose que la Belgique mette les ressources du Congo au service de la lutte des Alliés contre l'Allemagne. Le ministre belge et l'ambassadeur de Cartier de Marchienne convaincront ensuite plusieurs autres ministres belges du gouvernement Pierlot de rallier Londres pour former le noyau d'une nouvelle équipe gouvernementale. Pendant la Seconde Guerre mondiale, de Cartier de Marchienne, grâce à son entregent, participe à la coordination de l'effort de guerre belge et sert de relais entre Paul-Henri Spaak, le corps diplomatique londonien et le Foreign Office.
Le 7 juin 1945, dans une note adressée à Émile de Cartier de Marchienne, Paul-Henri Spaak, ministre belge des Affaires étrangères, définit les principes et les conditions de la participation de la Belgique à l'occupation militaire alliée de l'Allemagne , notamment par des Forces belges en Allemagne.
En juin 1945, il fait partie des membres de la délégation belge qui rencontre le roi Léopold III à Sankt-Wolfgang pour lui fournir leurs conseils.
Il décède le 10 mai 1946 à Londres alors qu'il est encore à 74 ans ambassadeur au Royaume-Uni. Le 25 mai, ses funérailles sont célébrées avec les honneurs militaires à la cathédrale de Westminster et il est inhumé au cimetière de Brookwood dans les environs de Londres.

## Hommages et distinctions
Le baron de Cartier est docteur honoris causa en droit des universités américaines de Princeton, Columbia, Brown, Rochester, Villanova et, des universités britanniques d'Oxford, d'Edimbourg et Belfast.
En janvier 1934, il est admis  comme chevalier et membre de l'Honorable Société des Chevaliers de la Table Ronde à Londres.
Parmi les nombreuses distinctions belges et étrangères, il a été fait :
- Grand cordon de l'ordre de Léopold en 1946 (Belgique) ;
- Commandeur de l'ordre de la Couronne en 1919 (Belgique) ;
- Commandeur de l'ordre de l'Étoile africaine en 1934 (Congo belge) ;
- Grand cordon de l'ordre de l'Empire britannique (Royaume-Uni) ;
- Chevalier grand-croix de l'ordre royal de Victoria (Royaume-Uni).